# Prasinocyma seminivea
Prasinocyma seminivea là một loài bướm đêm trong họ Geometridae.